# الحزمه (مأرب)
الحزمه هي إحدى قرى الجمهورية اليمنية. وهي تتبع جغرافيًا لمحافظة مأرب. وإداريًا لمديرية مأرب. يبلغ تعداد سكانها 1424 نسمة حسب الإحصاء الذي أجري عام 2004.